# Західно-Кримський елеватор

Західно-Кримський елеватор — елеватор у місті Євпаторія, дочірнє підприємство ДАК «Хліб України».

## З історії
Історію ЗКЕ започаткувало Євпаторійське хлібоприймальне підприємство, створене в 1930-х рр.
Будівництво елеватора розпочалося 1984 року за чеським проектом.

## Характеристики
Елеватор ємністю 50 тис. тонн був розрахований на прийом зерна з авто- і залізничного транспорту, його обробку, зберігання і відвантаження на авто- та залізничний транспорт.
Розташування елеватора на межі 3 районів (Чорноморського, Сакського і Роздольненського) робило зручною доставку до нього збіжжя з тамтешніх колгоспів і радгоспів (у до кризи 2008 р. вантажообіг елеватора становив 100 тис. тонн щорічно).

## Західно-Кримський елеватор на сучасному етапі
На ЗКЕ для переміщення зерна застосовують закриті герметично ланцюгові транспортери. Така конструкція транспортера обмежує потрапляння пилу в робоче приміщення, але в коробі, в бічних стінках залишається зерно. Тому специфіка приймання різних культур на ЗКЕ дуже обмежена (пшениця, ячмінь).